# Bunaster lithodes
Bunaster lithodes är en sjöstjärneart som beskrevs av Fisher 1917. Bunaster lithodes ingår i släktet Bunaster och familjen Ophidiasteridae. Inga underarter finns listade i Catalogue of Life.